# Pseudoeurycea aquatica
Pseudoeurycea aquatica es una especie de anfibio caudado (salamandras) de la familia Plethodontidae.
Es endémica de México.
Sus hábitats naturales incluyen montanos húmedos y ríos.
Está amenazada de extinción debido a la destrucción de su hábitat.